# Pareutaenia flavostellata
Pareutaenia flavostellata är en skalbaggsart som beskrevs av Stefan von Breuning 1948. Pareutaenia flavostellata ingår i släktet Pareutaenia och familjen långhorningar. Inga underarter finns listade i Catalogue of Life.